# 엡스타인 기형
엡스타인 기형(Ebstein's anomaly)은 오른방실판막의 중격판막첨과 후판막첨이 심장의 우심실 끝으로 전이되는 선천성 심장병의 하나이다.

## 증상
- 제3 심음
- 제4 심음
- 우심방비대
- 우심실 전도 장애(Right ventricular conduction defects)
- 볼프 파킨슨 화이트 증후군이 종종 동반된다

## 위험 요인
대동맥 비대가 발생할 수 있다. 임신 삼분기 중 초기 동안 리튬을 섭취한 여성의 아기와 볼프 파킨슨 화이트 증후군이 있는 사람들에게서 이상 위험이 증가하는 일을 볼 수 있다.(일부 논란의 여지는 있음)

## 역사
엡스타인 기형은 1866년 당시 19세의 Joseph Prescher의 심장에 대해 기술한 빌헬름 엡스타인의 이름을 따서 지어졌다.